# RUVBL2
RuvB-like 2 (E. coli), también conocido como RUVBL2, es una proteína codificada en humanos por el gen ruvBL2, y perteneciente a la familia de proteínas AAA+.
Este gen codifica el segundo homólogo humano del gen bacteriano ruvB. La proteína bacteriana RUVB es una helicasa esencial en el proceso de recombinación homóloga y en la reparación del ADN en roturas de doble hebra. Sin embargo, las evidencias de si RUVBL2 tiene o no actividad helicasa parecen contradictorias. Este gen está físicamente incluido en el cluster génico CGB/LHB, en el cromosoma 19 locus q13.33, muy cerca (a 55 nucleótidos) del gen LHB, en sentido contrario.

## Interacciones
La proteína RUVBL2 ha demostrado ser capaz de interaccionar con:
- RUVBL1[3]
- ATF2[4]